# Куракіно (Ардатовський район)
Кура́кіно (рос. Куракино, ерз. Куракино) — село у складі Ардатовського району Мордовії, Росія. Адміністративний центр Куракінського сільського поселення.

## Населення
Населення — 157 осіб (2010; 242 у 2002).
Національний склад (станом на 2002 рік):
- росіяни — 91 %